# Kraftwerk Ouarzazate
Das Kraftwerk Ouarzazate (bzw. Kraftwerk Noor) ist ein Sonnenwärmekraftwerk in Marokko, das ungefähr zehn Kilometer nordöstlich der Stadt Ouarzazate, Provinz Ouarzazate gelegen ist. Der Stausee El Mansour Eddahbi befindet sich ca. 10 Kilometer südöstlich des Kraftwerks.
Das Kraftwerk ist im Besitz von ACWA Power Ouarzazate, einem Konsortium bestehend aus ACWA Power, Masen Capital (Moroccan Agency for Sustainable Energy), Aries Ingeniería y Sistemas und TSK Electrónica y Electricidad. Es ist das erste von 5 geplanten Solarkraftwerken in Marokko, die bis 2020 mit einer Gesamtleistung von 2.000 MW errichtet werden sollten.

## Allgemeines
Der Standort in der Nähe von Ouarzazate wurde u. a. deshalb gewählt, weil die jährliche Sonneneinstrahlung bei 2.635 kWh/m² (bzw. 2.500 kWh/m²) liegt, einem der höchsten Werte weltweit. Die Sonne scheint hier, von ganz wenigen Ausnahmen abgesehen, 365 Tage pro Jahr. Mit dem Bau der Anlage wurde am 3. Mai 2013 begonnen.
Um das Kraftwerk auch zur Spitzenlastzeit betreiben zu können, die in Marokko zwischen 18:00 und 19:00 Uhr liegt, werden alle Anlagen mit thermischen Speichern ausgestattet. Die Speicher arbeiten mit einer eutektischen Salzmischung, bestehend aus 60 % Natriumnitrat und 40 % Kaliumnitrat. Der gesamte Komplex sollte zwischen 84.000 und 140.000 t dieser Salzmischung benötigen.
Für die gesamte Anlage wurden ca. 19 t Diesel pro Tag benötigt, um erstens die Salzmischung über der Erstarrungstemperatur von 110 °C und zweitens die Temperatur des als Wärmeträger genutzten synthetischen Öls über 8 °C zu halten.
Das Kraftwerk Noor I wird mit Wasser gekühlt, Noor II und Noor III sind luftgekühlt. Das gesamte Kraftwerk benötigt jährlich 2,5 bis 3 Millionen m³ Wasser.
Die Gesamtfläche der Anlage beträgt 2.500 Hektar.

## Anlagen
Das Kraftwerk hat eine installierte Leistung von 500, 560, 570 bzw. 580 MW. Die vier Anlagen gingen 2016 bzw. 2018 in Betrieb. Die Anlagen tragen jeweils den Namen Noor (arabisch für Licht) mit nachfolgender Nummerierung:
| Anlage   | Max. Leistung (MW) | Typ                      | Betriebsbeginn |
| -------- | ------------------ | ------------------------ | -------------- |
| Noor I   | 160                | Parabolrinnenkraftwerk   | Februar 2016   |
| Noor II  | 200                | Parabolrinnenkraftwerk   | Januar 2018    |
| Noor III | 150                | Solarturmkraftwerk       | März 2018      |
| Noor IV  | 72                 | Solarpark (Photovoltaik) | 2018           |

### Anlage Noor I
Anlage 1 ist ein Parabolrinnenkraftwerk, das auf einer Fläche von 450 ha errichtet wurde. Die Parabolrinnen erwärmen einen zirkulierenden Wärmeträger dabei von 297 °C auf 393 °C. Die Anlage hat einen thermischen Speicher, der die volle Leistung für drei Stunden bereitstellen kann.
Die Parabolrinnen, die von der deutschen Firma Flabeg geliefert wurden, haben eine Höhe von 7 m und eine Breite von 3 m. Insgesamt 537.000 Parabolspiegel sind in 400 Reihen à 300 m Länge angeordnet. Sie werden permanent dem Stand der Sonne nachgeführt.

### Anlage Noor II
Anlage 2 ist wie Noor I mit Parabolrinnen ausgestattet und auf einer Fläche von 750 ha errichtet worden. Die Leistung liegt bei 200 MW. Die Anlage ist mit einem thermischen Speicher von 2.800 MWh ausgestattet, der 5 (bzw. 3) Stunden Betrieb bei voller Leistung ermöglicht. Sie ging im Januar 2018 in Betrieb.

### Anlage Noor III
Anlage 3 ist ein Solarturmkraftwerk mit einem 240 m hohen Solarturm und Heliostaten. Die erzeugte Temperatur liegt bei 700 °C. Es wurde eine Fläche von 680 ha bereitgestellt. Die Leistung liegt bei 150 MW (bzw. netto 134 bis 140 MW). Die Anlage ist mit einem thermischen Speicher von 2.730 MWh ausgestattet, der sieben Stunden Betrieb bei voller Leistung ermöglicht. Die Anlage ging im März 2018 in Betrieb.

### Anlage Noor IV
Anlage 4 besteht aus Photovoltaik-Modulen. Es wurden Solarmodule mit einer Gesamtleistung von 72 MW aufgestellt. Die Inbetriebnahme erfolgte 2018.

## Finanzierung
Die Weltbank schätzte die Gesamtkosten Stand 2015 auf 2,677 Mrd. USD. Sie vergab einen Kredit in Höhe von 400 Mio. USD an die Moroccan Agency For Solar Energy (MASEN). Die Kosten für die Anlage 1 wurden mit 1 Mrd. USD (bzw. 633 Mio. oder 1,042 Mrd. €) angegeben. Die Kosten für die Anlagen 2 und 3 wurden auf 1,8 Mrd. € geschätzt. Die FAZ sprach von Gesamtkosten in Höhe von 1,8 Mrd. €. Der VDI bezifferte die Investitionskosten für die Anlagen 1 bis 3 mit 2,4 Mrd. €.
Laut FAZ erhalten die Betreiber pro kWh 0,12 €. Andere Quellen geben 0,189 USD pro kWh für 25 Jahre an. Laut VDI wird der Strompreis vom Staat subventioniert, da die Erzeugungskosten mit 0,12 € pro kWh höher sind als bei konventionellen Kraftwerken.
Deutschland brachte davon etwa 38 Prozent (834 Millionen Euro) in Form zinsvergünstigter Kredite auf. Für die Anlage 1 hatten das BMZ und das BMUB 115 Mio. € bereitgestellt. Die KfW gewährte im Auftrag von BMUB und BMZ für die Anlagen 2 und 3 weitere Kredite in Höhe von insgesamt 654 Mio. €. Projektpartner der KfW ist dabei MASEN.
Daneben beteiligten sich die Europäische Kommission, die Europäische Investitionsbank, die Französische Entwicklungsbank (Agence Française de Développement), der Clean Technology Fund, die Afrikanische Entwicklungsbank, die Moroccan Agency for Solar Energy und ein per Ausschreibung gefundener privater Investor.